# Togo hadereje
Togo hadereje a Togói Köztársaság védelmét látja el. Hivatalos neve franciául, Togo hivatalos nyelvén, Forces Armées Togolaises (’Togói Fegyveres Erők’). A haderő a szárazföldi erőkből, a haditengerészetből, a légierőből és a rendőri feladatokat ellátó csendőrségből áll. A hadsereg kiadásai a 2005-ös költségvetési évben az ország GDP-jének 1,6%-át tették ki. A bázisai Lomé, Temedja, Kara, Niamtougou, és Dapaong városokban vannak. A jelenlegi főparancsnok Titikpina Atcha Mohamed dandártábornok, aki 2009. május 19-én lépett hivatalba.

## Fegyveres erők létszáma
Aktív: 9500 fő + a kb. 2000 fős csendőrség.

## Szárazföldi erők
A szárazföldi erők főparancsnoka Blakimwé Wiyao Balli ezredes.
Létszám
9200 fő
Állomány
- 2 gyalogos ezred
- 1 ejtőernyős ezred
- 1 gárda zászlóalj

Felszerelés
- 10 db harckocsi
- 80 db páncélozott harcjármű
- 10 db tüzérségi löveg: 4 db vontatásos, 6 db önjáró

## Légierő
Az 1960-ban létrehozott légierő főparancsnoka 2005 óta Bouraïma Bonfoh ezredes.
Létszám
300 fő
Felszerelés
- 15 db harci repülőgép
- 10 db szállító repülőgép
- 5 db helikopter

## Haditengerészet
A haditengerészetet 1976. május 1-én hozták létre az 55 km hosszú togói partszakasz, illetve a főváros, Lomé kikötőjének védelmére. A flotta jelenleg 2 járőrhajóból áll. A haditengerészet főparancsnoka Atiogbé Ametsipe sorhajókapitány.

## További források
- Zrínyi Miklós Nemzetvédelmi Egyetem
- A világ fegyveres erői – egyetemi tankönyv (Zrínyi Miklós Nemzetvédelmi Egyetem, Felderítő Tanszék, Budapest, 2003)